# Vattenpipa

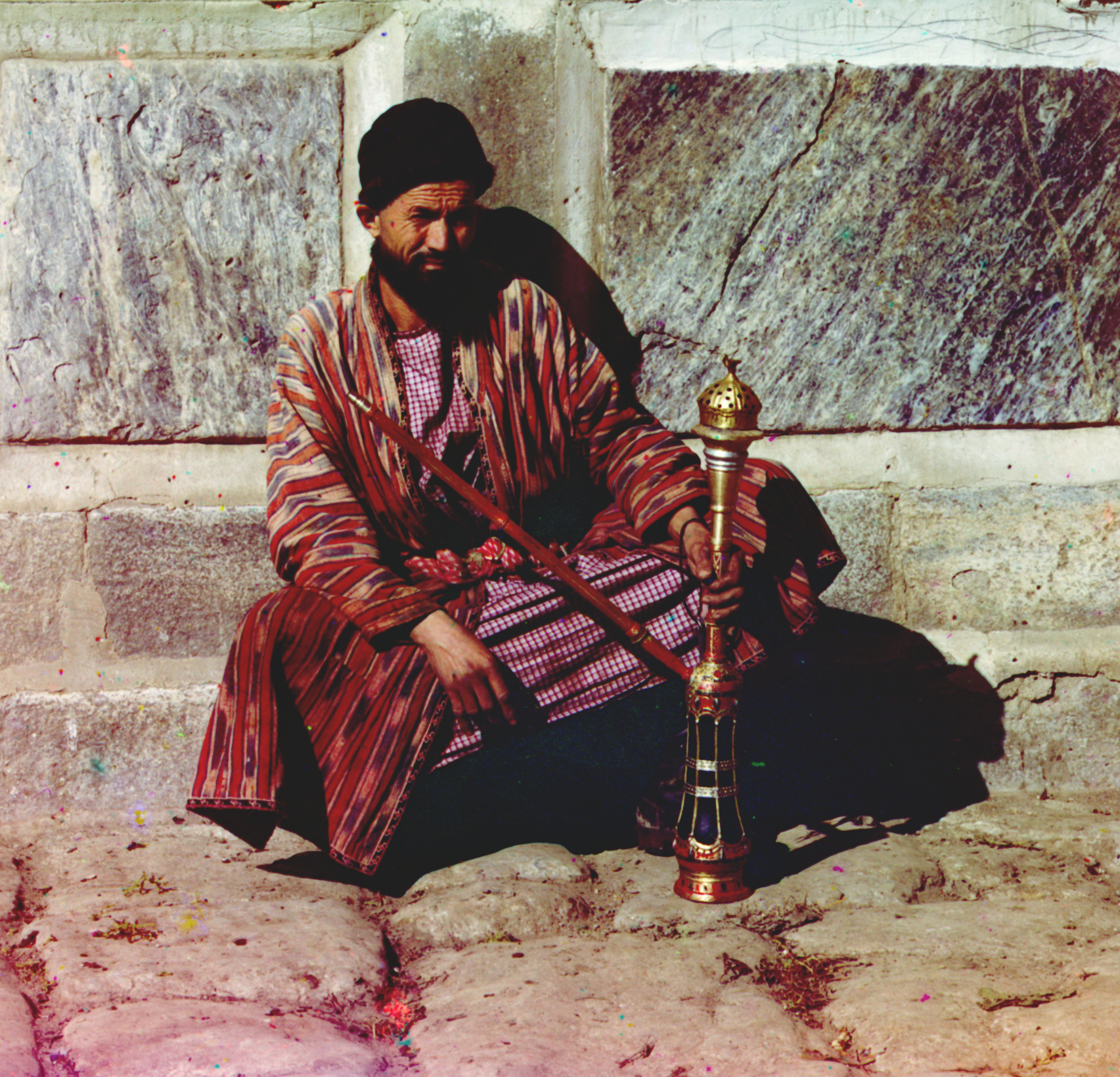
En man som håller i en N'arghile.

Vattenpipa är ett rökdon som framförallt används för att röka smaksatt tobak. Tobaken hålls glödande med hjälp av förtänt glödande kol och röken filtreras och kyls genom att passera en behållare med vatten. Vattenpipan har sitt ursprung i Indien, men är vanligast i många delar av Mellanöstern; däribland sydvästra Asien och delar av Centralasien med länder såsom Iran, Irak, Syrien, Libanon, Turkiet, Georgien, Pakistan, delar av Kina, Turkmenistan samt delar av norra Afrika. Den kalls även n'arghile, av persiskans ord för kokosnöt, eftersom vattenbehållaren kunde tillverkas av en kokosnöt. Andra namn är shisha, hookah, argile och ghelion.
Även måttlig rökning kan orsaka kolmonoxidförgiftning.

## Funktion
Högst upp på vattenpipan finns en liten plattform där man placerar tobaken. Över tobaken lägger man en bit aluminiumfolie som man sticker små hål i, på vilken man placerar glödande (ej brinnande) träkol, vanligen i form av en liten brikett som man tänt på i förväg. Över träkolen lägger man ytterligare aluminiumfolie eller ställer en liten huva i keramik för att kontrollera lufttillförseln. För att skapa drag i pipan suger man ut luft genom munstycket. Röken från tobaken passerar ned genom pipan och genom en vattenbehållare, en vattenfylld kolv, helst fylld med rosenvatten, för att nedkylas och filtreras innan den inhaleras genom munstycket. Röken från en vattenpipa smakar avsevärt mildare än röken från cigaretter eller cigarrer, vilket ger ett felaktigt intryck av att den inte är lika farlig som andra typer av rökning.
En mindre del av de skadliga ämnena hålls kvar när det sker en viss filtrering av röken, som får vattnet att bubbla.
Vattenpipa röks traditionellt av flera personer tillsammans, antingen genom att man skickar munstycket mellan sig, eller genom att använda en vattenpipa utrustad med flera munstycken.

## Tobak
Tobaken som används är oftast melasstobak, smaksatt med olika fruktaromer eller andra smakämnen som kanel, salmiak eller ingefära. Den i särklass vanligaste smaken är dock äpple. Det finns också "tobak" utan tobak. Den består av en mix av olika te-örter, som bidrar till en styrka med tobaksliknande smak, samt en ytterligare smakinsättning av olika frukter.

## Hälsoaspekter
Det finns belägg från internationell forskning för att sjukdomar som är välkända följder av cigarettrökning, till exempel lungcancer, KOL och hjärt-kärlsjukdomar, också kan orsakas av vattenpiprökning. Åldersgränsen för att köpa vattenpiptobak är i Sverige 18 år, precis som all annan tobak. På själva pipan finns det dock ingen åldersgräns. Det finns även speciella filter att köpa för att minska mängden nikotin i röken.
Enligt uppgifter innehåller rök från vattenpipa 11 ppm kolmonoxid, jämfört med cigarettrök som innehåller 1,9 ppm. Därför finns en risk att drabbas av kolmonoxidförgiftning vid rökning av vattenpipa, även vid måttlig rökning.
Eftersom rökaren jämfört med cigarettrökning drar i sig större mängder rök och drar röken längre ner i lungorna tar kroppen upp mer av de skadliga ämnena.
Enligt Folkhälsoinstitutet är några vanliga myter att vattenpiprökning är mindre farligt på grund av att tobaken innehåller inget eller mindre nikotin, för av att röken filtreras i vattnet, för att röken är len och för att vattenpiptobak med frukt är mer hälsosam.
Om flera personer delar på samma munstycke finns det en risk att man drabbas av streptokockinfektioner, tuberkulos och andra smittsamma sjukdomar.